# قاتلین بالفطره
قاتلین بالفطره (به انگلیسی: Natural Born Killers) فیلمی در ژانر جنایی/کمدی سیاه محصول سال ۱۹۹۴ کشور آمریکا است. کارگردان قاتلین بالفطره الیور استون است و نقش آفرینان اصلی آن وودی هارلسون (در نقش میکی ناکس) و جولیت لوئیس (در نقش ملری ناکس) هستند. فیلم‌نامه قاتلین بالفطره بر اساس داستانی از کوئنتین تارانتینو نگاشته شده‌است.
این فیلم داستان ۲ قربانی ناملایمات روانی دوران کودکی را روایت می‌کند که در بزرگسالی عاشق یکدیگر می‌شوند و مرتکب یکسری قتلهای زنجیره‌ای می‌شوند و رسانه‌های جمعی با بی‌مسئولیتی از آن‌ها تجلیل می‌کنند.